# Shorea carapae
Shorea carapae là một loài thực vật thuộc họ Dipterocarpaceae. Loài này có ở Indonesia và Malaysia.